# Духовщинский район
Духовщи́нский райо́н — административно-территориальная единица (район) и муниципальное образование (муниципальный район) на севере Смоленской области России.
Административный центр — город Духовщина. Крупнейший населённый пункт — пгт Озёрный.

## География
Территориально район граничит: на севере с Тверской областью, на западе с Демидовским районом, на юго-западе со Смоленским районом, на юге с Кардымовским районом, на юго-востоке с Ярцевским районом, на востоке с Холм-Жирковскими районами Смоленской области. Площадь района — 2610 км².
Большая часть района находится на Духовщинской возвышенности, которая является водоразделом бассейнов рек Западной Двины и Днепра. На территории района находятся истоки рек Дражня и Хмость. В северной части рельеф понижается и здесь расположены крупнейшие болота области: Свитский и Вервижский мох.
Озёра: Велисто и Мохнач. Почвы в районе дерново-подзолистые, на севере и в центральной части — средне- и сильноподзолистые. Леса занимают 54,2 % территории. На территории района находится часть национального парка Смоленское поозёрье, с уникальными озёрами и коренными лесами.

## История
Духовщинский (тогда — Духовской) уезд был создан в 1777 году в результате переноса уездного центра из села Каспли в Духовщину (в этом же году Духовщина преобразована в город). В 1796 году уезд был упразднён, в 1802 году создан вновь. В 1925 году центр Духовщинского уезда переведен в с. Ярцево, уезд переименован в Ярцевский. В существующем виде район образован в 1929 году на территории бывших Духовщинского и Поречского уездов. 21 августа 1961 года к Духовщинскому району был присоединён Пречистенский район.

## Население
| 2002    | 2009    | 2010    | 2011    | 2012    | 2013    | 2014    | 2015    | 2016    |
| ------- | ------- | ------- | ------- | ------- | ------- | ------- | ------- | ------- |
| 19 182  | ↘16 685 | ↗16 898 | ↘16 598 | ↘16 143 | ↘15 765 | ↘15 522 | ↘15 484 | ↘15 475 |
| 2017    | 2018    | 2019    | 2020    | 2021    | 2024    |         |         |         |
| ↘15 399 | ↘15 103 | ↘14 803 | ↘14 465 | ↘14 326 | ↘13 641 |         |         |         |

### Урбанизация
В городских условиях (город Духовщина и пгт Озёрный) проживают 63,26 % населения района.

### Национальный состав
По итогам переписи населения 2020 года проживали следующие национальности (национальности менее 0,1 % и другое, см. в сноске к строке «Другие»):
| Национальность | Численность, чел. | Доля     |
| -------------- | ----------------- | -------- |
| Русские        | 13 683            | 95,51 %  |
| Таджики        | 94                | 0,66 %   |
| Украинцы       | 66                | 0,46 %   |
| Белорусы       | 62                | 0,43 %   |
| Узбеки         | 41                | 0,29 %   |
| Дунгане        | 33                | 0,23 %   |
| Азербайджанцы  | 22                | 0,15 %   |
| Татары         | 15                | 0,10 %   |
| Молдаване      | 15                | 0,10 %   |
| Другие         | 295               | 2,07 %   |
| Итого          | 14 326            | 100,00 % |

## Муниципально-территориальное устройство
В муниципальный район входят 5 муниципальных образований, в том числе 2 городских поселения и 3 сельских поселения:
| № | Муниципальное образование        | Административный центр | Количество населённых пунктов | Население (чел.) | Площадь (км²) |
| - | -------------------------------- | ---------------------- | ----------------------------- | ---------------- | ------------- |
| 1 | Духовщинское городское поселение | город Духовщина        | 2                             | ↘3936            |               |
| 2 | Озёрненское городское поселение  | пгт Озёрный            | 6                             | ↘4938            |               |
| 3 | Булгаковское сельское поселение  | деревня Булгаково      | 79                            | ↗1128            |               |
| 4 | Пречистенское сельское поселение | село Пречистое         | 87                            | ↘2325            |               |
| 5 | Третьяковское сельское поселение | деревня Третьяково     | 56                            | ↘1608            |               |

Законом Смоленской области от 20 декабря 2018 года были упразднены: Бересневское сельское поселение (включено в Булгаковское сельское поселение); Бабинское сельское поселение (включено в Третьяковское сельское поселение); Добринское сельское поселение (включено в Пречистенское сельское поселение).

### Населённые пункты
В Духовщинский район входят 230 населённых пунктов, в том числе 2 городских населённых пункта (город Духовщина и посёлок городского типа Озёрный) и 228 сельских населённых пунктов.
Упразднённые населенные пункты:
- 2001 г. - Редня[26];
- 2010 г. - Кошелево, Пашково, Савкино[27];
- 2017 г. - Верешковичи-2

## Экономика
Преобладает сельское хозяйство, специализирующееся на мясомолочном животноводстве, льноводстве. Промышленность: производство электроэнергии — Смоленская ГРЭС в п. Озёрный, льнозаводы в Духовщине и селе Пречистом.
Автобус Озерный - Смоленск

## Социальная сфера
В районе три средних и пять основных школ, три детских сада, две больницы, 22 городских и сельских библиотеки, Кинотеатр «Заря», Духовщинский районный историко-художественный музей, Духовщинская детская музыкальная школа, Озерненская детская школа искусств, Районный Дом культуры, Центр культурного развития «Энергетик», 17 сельских Домов культуры.

## Русская православная церковь
Храм Рождества Богородицы в посёлке Озерный.

## Достопримечательности и культура
- Национальный парк Смоленское поозёрье.
- Памятник Соловьёву В. А. (открыт 28 августа 2008) — памятник Герою Советского Союза, погибшему в районе деревни Жуково 28 августа 1943, закрыв собой огневую точку противника.

## Люди связанные с районом

### Известные личности
- Поляков, Пётр Семёнович — командующий корпусом (деревня Грязнаки)
- Шацкий, Станислав Теофилович — известный педагог, уроженец с. Воронино.

### Герои Советского Союза
- Богданов, Пётр Моисеевич (деревня Еханово)
- Григорьев, Дмитрий Петрович (деревня Вымец)
- Корольков, Иван Федорович (деревня Митьково)
- Кузьмин, Фёдор Борисович (деревня Головицы)
- Лозаненко, Константин Фролович (деревня Степаново)
- Матюнин, Михаил Григорьевич (деревня Боярщина Нижняя)
- Николаев, Владимир Романович (деревня Дмитрово)
- Павлов, Антон Гаврилович (деревня Фалисы)

### Полные кавалеры ордена Славы
- Брунчуков, Степан Васильевич (деревня Купринка)
- Силаев, Пётр Михайлович (деревня Кошелево)

### Герои Социалистического Труда
- Алфимцева, Нина Никоноровна (деревня Безносиково)
- Анищенков, Николай Иванович (поселок Манино)
- Антипкин, Петр Андреевич (деревня Мужицкое)
- Марусев, Иван Тимофеевич (деревня Попково)
- Смирнов, Тимофей Егорович (деревня Титово)

### Полный кавалер ордена Трудовой Славы
- Лавнюженкова, Елена Александровна  (30.09.1935 — ?) — полный кавалер ордена Трудовой Славы из деревни Тахаево[28].